# فرانسوا أوبري
فرانسوا أوبري (بالفرنسية: François Aubry)‏ هو عسكري وسياسي فرنسي، ولد في 12 ديسمبر 1747 في باريس في فرنسا، وتوفي في 17 يوليو 1798 في سورينام. انتخب نائب فرنسي.